# SBB-Limmatbrücke Turgi
Die SBB-Limmatbrücke Turgi ist eine Brücke der Bahnstrecke Turgi–Koblenz–Waldshut und führt über die Limmat im Kanton Aargau. Sie ist eine der ältesten noch befahrenen Eisenbahnbrücken der Schweiz.
Sie liegt beim Streckenkilometer 27,874 der Linie 702 (Zürich HB–)Turgi–Koblenz–Landesgrenze Schweiz/Deutschland–Waldshut der Schweizerischen Bundesbahnen (SBB), rund 500 m westlich des Bahnhofs Turgi und auf der Gemeindegrenze zwischen Turgi und Untersiggenthal. Gut 1 km flussabwärts fliesst die Limmat am Auenschutzpark des Kantons Aargau im Wasserschloss der Schweiz in die Aare.

## Kontext
Der erste Versuch im Jahr 1837, die Städte Zürich und Basel (rechts der Limmat und linksufrig dem Rhein entlang) mit einer Konzession des Kantons Aargau für den Streckenteil durch das untere Aaretal (mit Brücken in Spreitenbach über die Limmat und über die Aare in Döttingen) zu verbinden, endete drei Jahre später mit einer Zwangsliquidation. Die Zürich-Basel-Eisenbahngesellschaft scheiterte an Finanzierungsproblemen, am Widerstand der durch das unzimperliche Vorgehen ihrer Geometer aufgebrachten Landbewohner und deren Angst vor dem neuen Verkehrsmittel.
Beim zweiten Anlauf von 1845 hingegen, für die Verbindung via Waldshut und Anschluss an die Badische Hauptbahn (linksufrig zur Limmat und rechts des Rheins entlang), schaffte die Schweizerische Nordbahn vorerst den Bau des zwei Jahre später eröffneten Streckenteils von Zürich nach Baden (Spanisch-Brötli-Bahn). Dessen Weiterausbau geriet dann jedoch durch den Sonderbundskrieg, Finanzierungsschwierigkeiten und die Revolution von 1848 im benachbarten Ausland mehrere Jahre ins Stocken.
Doch 1856 nahm die Schweizerische Nordostbahn unter ihrem tatkräftigen Präsidenten Alfred Escher die Streckenverlängerung von Baden nach Brugg in Betrieb. Im selben Jahr genehmigte ihm der Regierungsrat des Kantons Aargau die Streckenführung von Turgi (mit der Limmatbrücke) nach Koblenz an die Schweizer Landesgrenze und das Grossherzogtum Baden 1857 die Anbindung in Waldshut an die Badische Hauptbahn.
Mit der Eröffnung der Linie Turgi–Waldshut und der rechtsrheinischen Strecke Basel–Waldshut (Hochrheinbahn) im August 1859 waren Zürich und Basel – und damit auch die Schweiz und Deutschland – erstmals mit der Bahn verbunden.

## Der Bau der Brücke

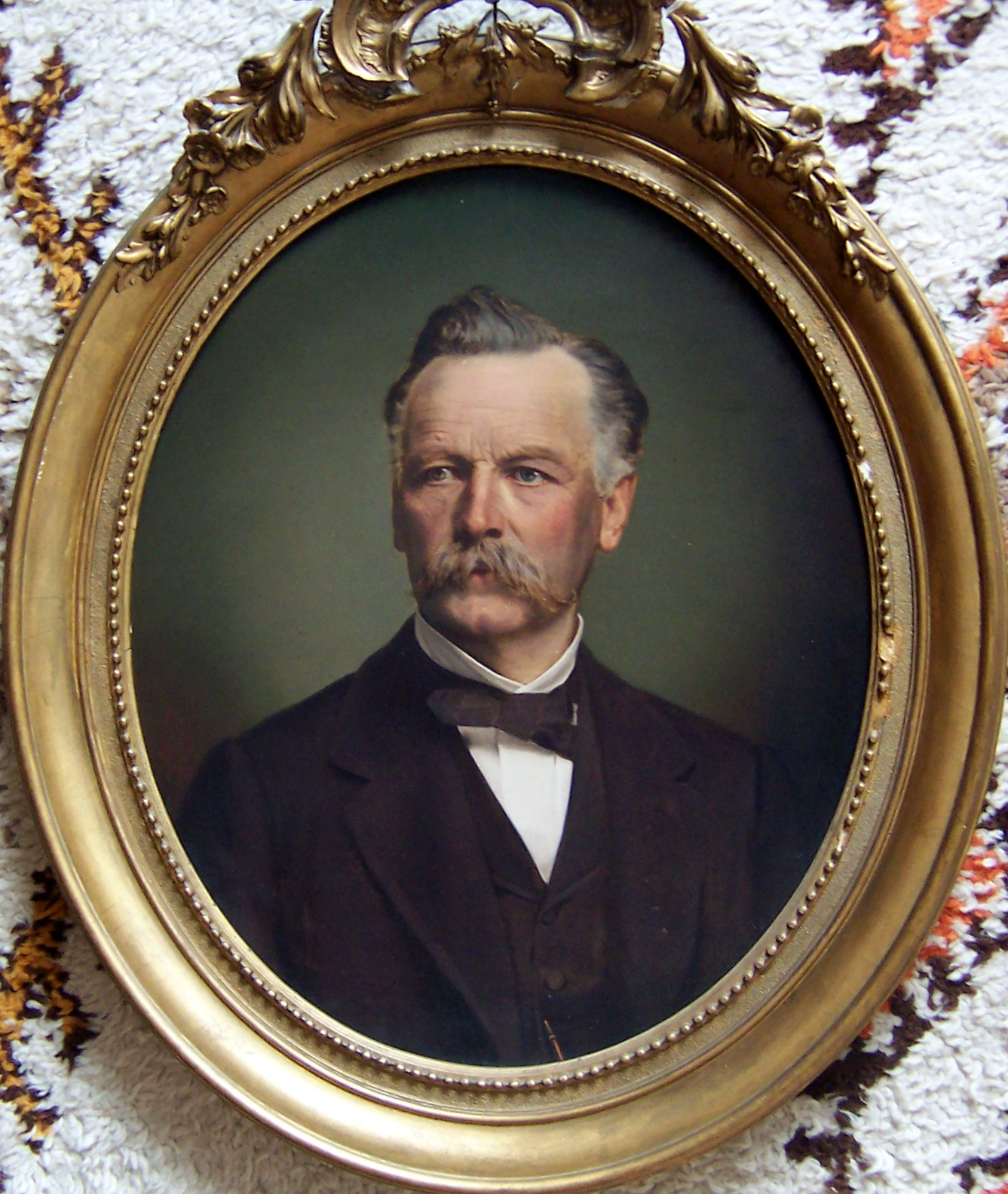
Ferdinand Adolf Naeff

Die Direktion der Nordostbahngesellschaft betraute Ende Oktober 1857 die schon bei der Reussbrücke bewährten Unternehmer Locher & Näff (Baumeister Johann Jakob Locher und Ingenieur Ferdinand Adolf Naeff) mit dem Bau der Limmatbrücke. Die Firma, durch den Zuschlag für den Bau der gesamten Strecke von Turgi bis an die Schweizer Landesgrenze in Koblenz stark beschäftigt, nahm mit Jahresbeginn 1859 mit Ingenieur Olivier Zschokke aus Aarau einen dritten Gesellschafter auf und firmierte fürderhin als Locher & Cie.
Die doppelspurig ausgelegte Limmatbrücke wurde am 18. August 1859 zusammen mit der Bahnstrecke Turgi–Koblenz–Waldshut einspurig in Betrieb genommen.

## Die Konstruktionsart der Brücke

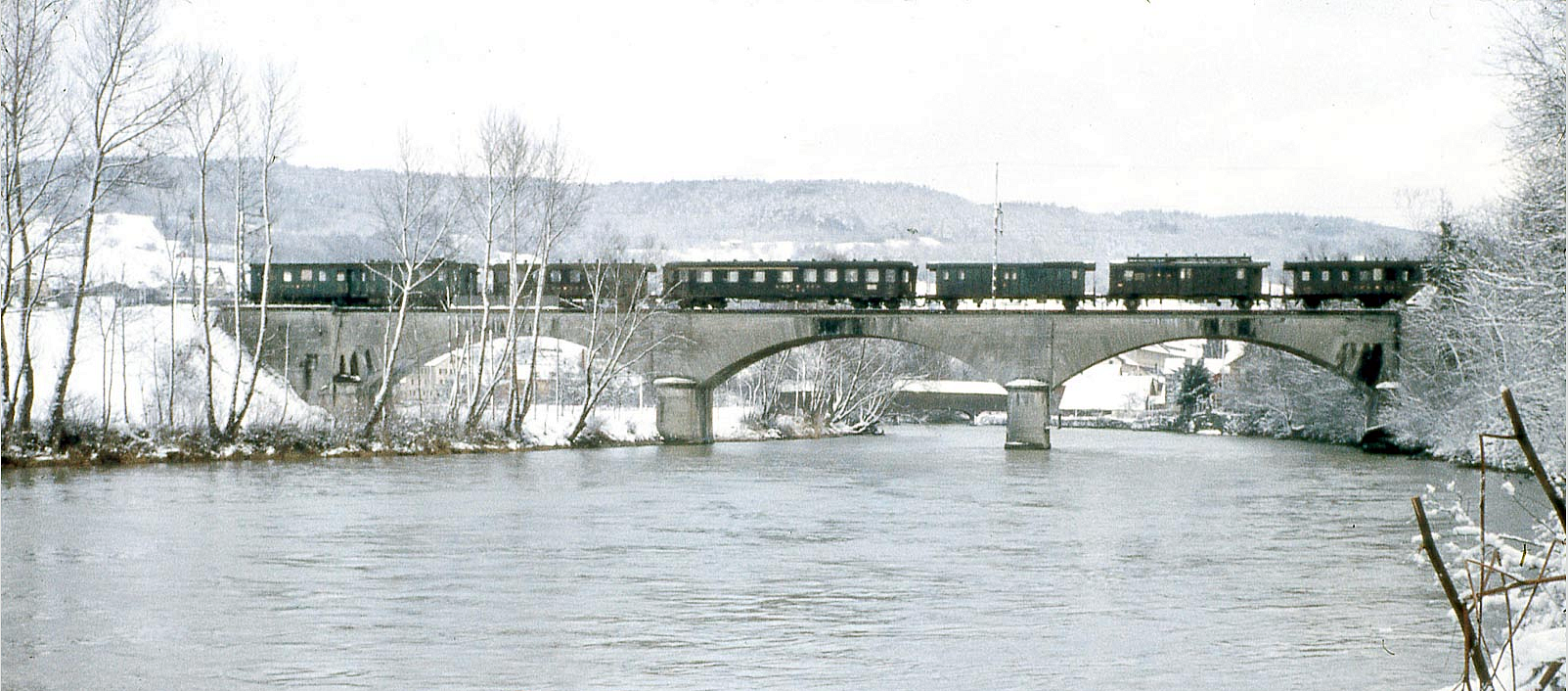
Ansicht vor 1971 von der Unterwasserseite, gezeichnet von Witterungsschäden, die gedeckte Holzbrücke von 1921 im Hintergrund

Die Bogenbrücke ist aus Naturstein gemauert und der benachbarten drei Jahre älteren SBB-Reussbrücke Turgi ähnlich.
Wegen der hohen Gewichte der Züge und deren Brems- und Anfahrlasten wurden im Eisenbahnbau in der Epoche vor dem Eisenbetonbau besonders oft steif und schwingungsarm dimensionierte Steinbrücken, wie sie sich im Strassenbau bewährt hatten, eingesetzt. So auch bei der SBB-Limmatbrücke Turgi.
Die Aussenschale besteht aus präzisen Blockhausteinen aus  Muschelkalksandstein und die Füllung aus Bruchsteinen. Durch die schmalen Fugen wirkt die Brücke bereits aus geringer Entfernung wie aus einem Stück. Die Bogen mit grosser Spannweite und geringer Höhe lassen sie leicht und elegant erscheinen.
Die Brücke ist heute 90,5 m lang und 10 m breit bei einer totalen Spannweite von 77,7 m. Die Masse (Radius = 19,2 m, Bogenhöhe = 4,2 m und Lichte Weite= 22,35 m) der drei Kreissegmentbogen sind identisch. Die beiden aus Blocksteinen gemauerten, rund 8 m hohen und 3 m breiten Pfeiler und die Widerlager stehen auf soliden Fundamenten, die tief im festen Grund eingepfählt und im Wasser mit Bruchsteinblöcken gegen Verkolkung verstemmt sind.

## Situation heute

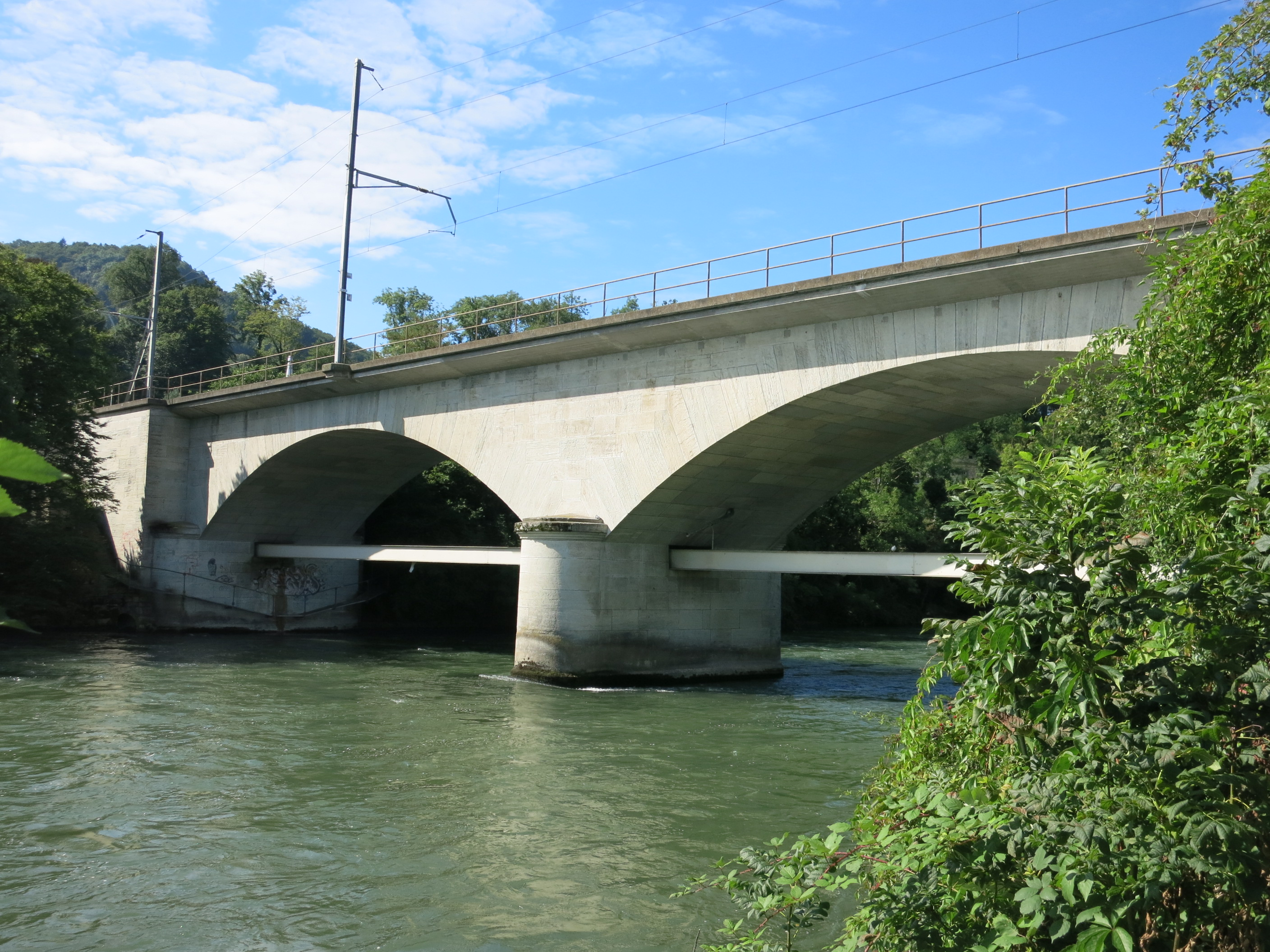
Ansicht nach 1971 von der Oberwasserseite, mit Servicekanal auf Pfeilerhöhe

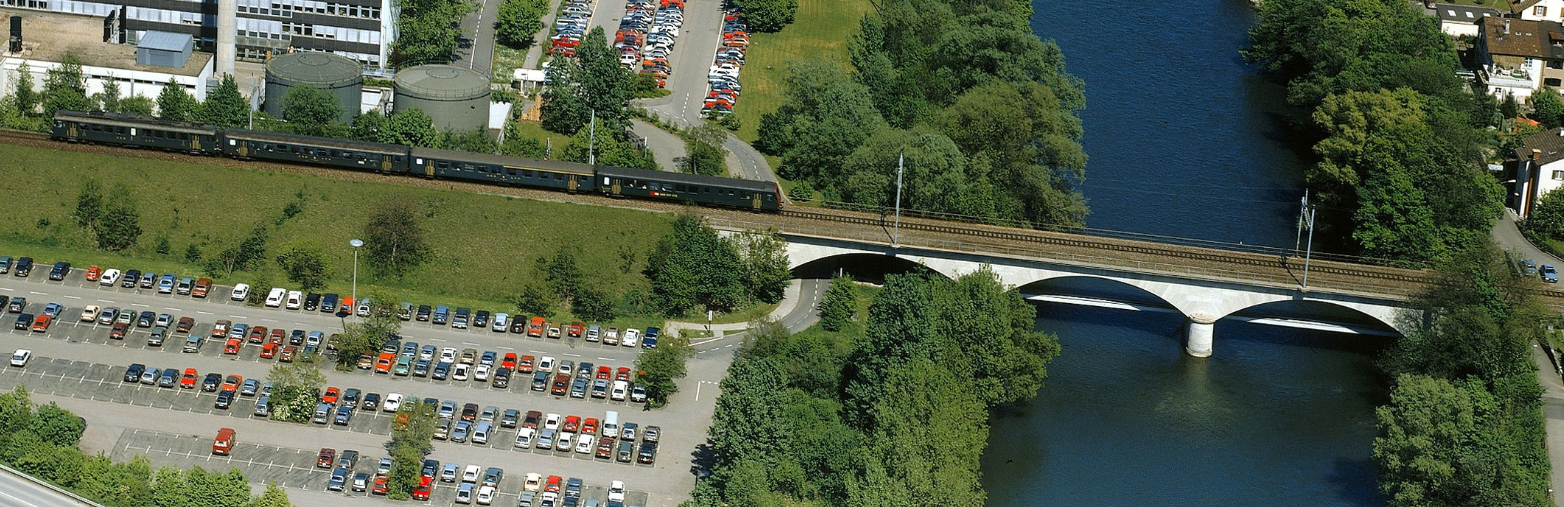
Aufnahme von 1989 mit RBe-4/4-Zugskombination

Die Brücke weist zusätzlich zu den zwei zur Überbrückung der Limmat benötigten Brückenjochen ein Drittes für einen vorgesehenen, aber nie verwirklichten Kanal auf. Die Firma Heinrich Bebié setzte ihre Konzession für ein Wasserwerk und eine Spinnerei, flussabwärts in der Unterau von Untersiggenthal, nicht ein.
Durch diese Öffnung verläuft heute als Flussuferweg der Industriekulturpfad Limmat–Wasserschloss, zu dessen technikgeschichtlichen Monumenten auch die SBB-Limmatbrücke Turgi zählt. Im Wasserschloss der Schweiz liegt der Auenschutzpark des Kantons Aargau. In diesem Auengebiet von nationaler Bedeutung vereinigen sich die Flüsse Aare, Reuss und Limmat, gut 1 km flussabwärts von der SBB-Limmatbrücke Turgi, im Ortsteil Vogelsang von Gebenstorf.
Die Limmatbrücke Turgi ist seit der Verstaatlichung der Schweizerischen Nordostbahn am 1. Januar 1902 im Besitz der Schweizerischen Bundesbahnen (SBB).
Diese haben die Bahnstrecke Turgi–Koblenz 1944 elektrifiziert. Die Limmatbrücke trägt entsprechend auf dem ersten und dritten Bogen einen Portalmasten der Oberleitung.
Im Zweiten Weltkrieg lag die SBB-Limmatbrücke im Einsatzbereich der Limmatlinie der Schweizer Armee und war als militärisches Sprengobjekt klassiert.
Im Verlaufe der Zeit wurde die Brücke immer undichter und die Wasser- und Frostschäden setzten ihr zu. Nachdem die Firma Brown, Boveri & Cie. sich in Ennetturgi (Untersiggenthal) immer mehr ausbreitete, wurde der Ausbau der Brücke mit Doppelspur für ein Verbindungsgleis ins rechtsufrige Industriegebiet ins Auge gefasst und die Brücke 1971 gründlich erneuert.
Dabei wurde der Brückentrog teilweise ausgekoffert und mit einer Eisenbetonplatte mit Abdichtung für den Fahrbahnaufbau überdeckt. Obwohl die Brücke ursprünglich für Doppelspur dimensioniert wurde, kragt diese mit seitlichen Konsolen, notwendig zur Einhaltung der heutigen Sicherheitsabstände, über den Brückentrog hinaus. Auch dieses Zusatzgleis wurde schliesslich nicht verwirklicht.
Zudem wünschte die Gemeinde Turgi die fernbedienten Barrieren des Fussweg-Niveauüberganges am linken Flussuferweg durch eine Unterführung am linken Widerlager zu ersetzen, für die Zuleitung zur 1966 entstandenen Abwasser-Reinigungs-Anlage in der Unterau Siggenthal darunter ein Vereinigungs- und Entlastungsbauwerk und auf Pfeilerhöhe der Brücke einen Servicekanal für die Abwasserleitung zur rechtsufrigen Kläranlage einzubauen.
Da offenbar für Letzteren keine vertretbare Alternative bestand, opponierten die Denkmalpflege und der Heimatschutz des Kantons Aargau, allerdings mit Bedauern, nicht gegen diese Störung der Aesthetik der Brücke.
Der Renovationsauftrag wurde von der Firma Jäggi AG aus Brugg ausgeführt. Damit war die SBB-Limmatbrücke bereit, wieder für viele Jahre den enorm gestiegenen Achslasten, Fahrgeschwindigkeiten und Dichte der Abfolge der heutigen Zugkompositionen standzuhalten.